# Wełyka Wownianka
Wełyka Wownianka (ukr. Велика Вовнянка) – wieś na Ukrainie, w obwodzie kijowskim, w rejonie białocerkiewskim. W 2001 liczyła 538 mieszkańców, wśród których 530 jako ojczysty język wskazało ukraiński, a 8 rosyjski.